# Heinrich Gerns

Heinrich Gerns

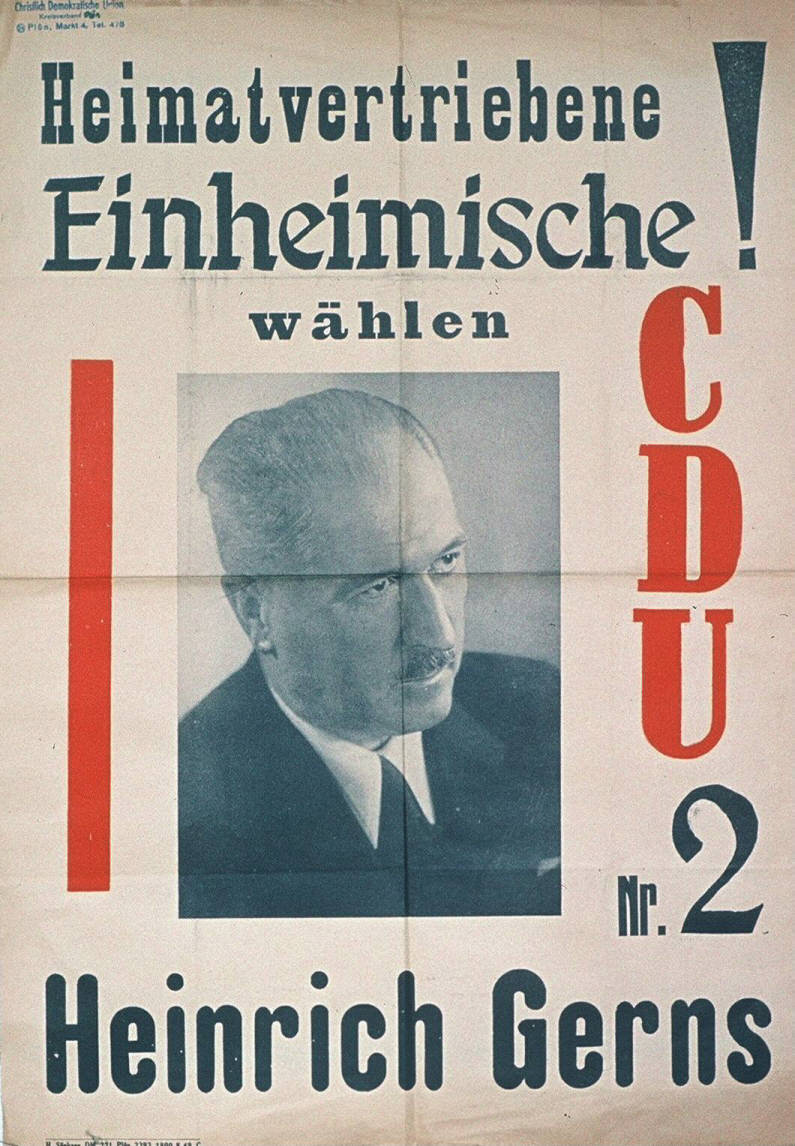
Heinrich Gerns auf einem Wahlplakat zur Bundestagswahl 1949

Heinrich Gerns (* 22. April 1892 in Bothfeld bei Hannover; † 20. August 1963 in Kiel) war ein deutscher Politiker (DNVP, CDU).

## Leben
Gerns, der evangelisch-lutherischen Glaubens war, studierte nach dem Abitur auf der Oberrealschule Technik und Volkswirtschaft in Berlin und Hannover. Am Ersten Weltkrieg war er als Soldat beteiligt. Seit 1920 arbeitete er als Landwirt, er bewirtschaftete das Gut Löhndorf bei Wankendorf. Gerns war 1922 an der Gründung der Schleswig-Holsteinischen Stromversorgung und der Überlandzentrale beteiligt. Er gehörte dem Reichssiedlungsausschuß und Vereinigungen des landwirtschaftlichen Genossenschaftswesens an. Auch im Zweiten Weltkrieg war er wieder Soldat, zuletzt im Range eines Obersts der Luftwaffe.

## Partei
Gerns gehörte in der Weimarer Republik der DNVP an. Er war 1945 Mitbegründer der CDU im Kreis Plön und wurde dort 1952 Kreisvorsitzender.

## Abgeordneter
Gerns war 1928 bis 1930 Reichstagsabgeordneter für die DNVP.
Seit 1947 war Gerns Kreistagsabgeordneter im Kreis Plön. Er gehörte dem Deutschen Bundestag seit dessen erster Wahl 1949 bis zu seinem Tode an. Zeitweise war er auch Mitglied der Parlamentarischen Versammlung der Westeuropäischen Union, wo er 1954/55 den Landwirtschaftsausschuss leitete. Von 1950 bis 1963 war Gerns auch Mitglied der Parlamentarischen Versammlung des Europarates, wo er seit 1951 den Landwirtschaftsausschuss leitete.
Heinrich Gerns ist stets als direkt gewählter Abgeordneter des Wahlkreises Plön – Eutin/Nord in den Bundestag eingezogen.